# دستگاه تقسیم (فرز)

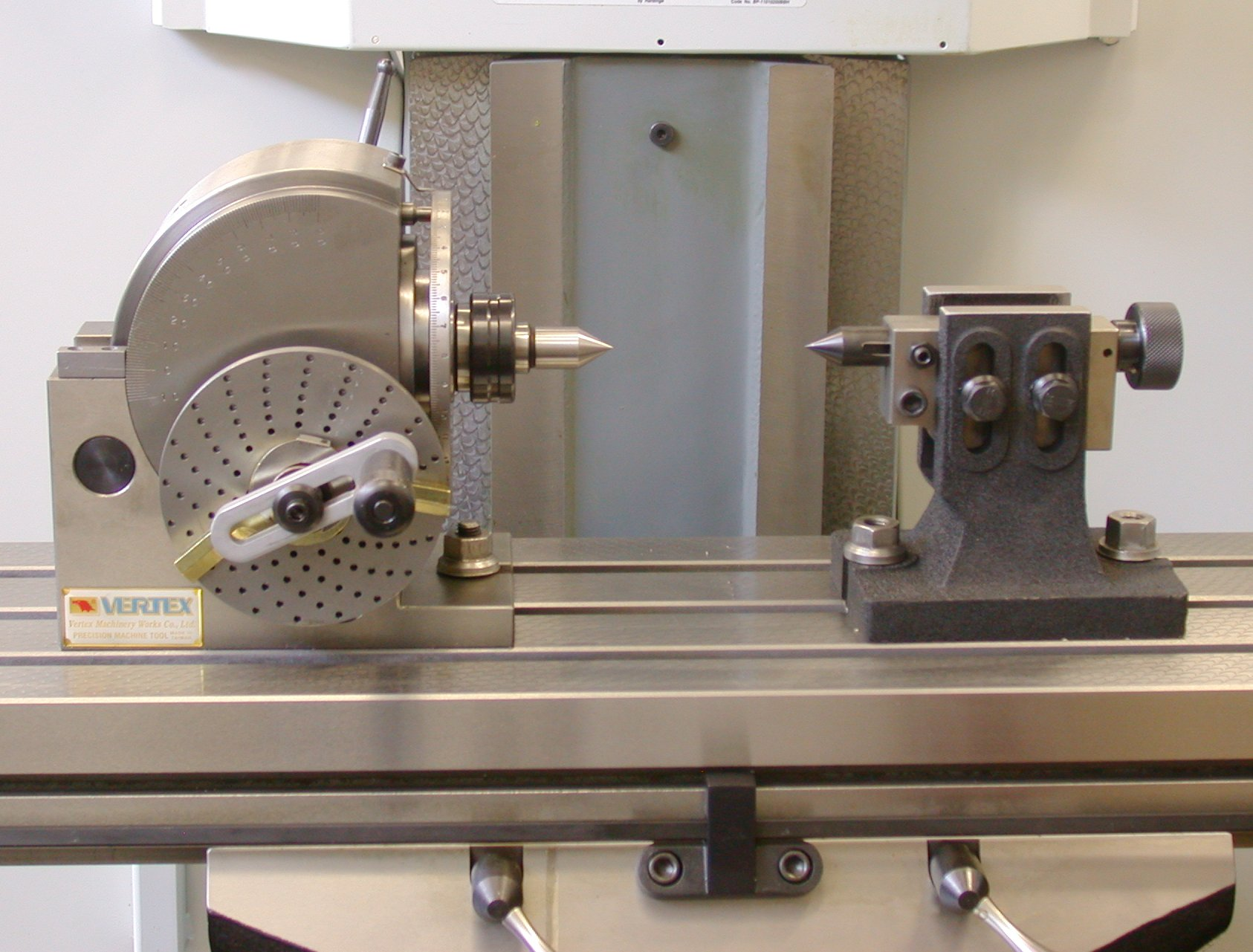
یک دستگاه تقسیم بر روی میز یک دستگاه فرز

دستگاه تقسیم (به انگلیسی: indexing head، همچنین dividing head یا spiral head) ابزاری است که بر روی ماشین فرز نصب می‌گردد و برای تقسیم محیط قطعات و تراش قطعات چند ضلعی استفاده می‌شود.
معمولاً تعداد سوراخ ویا شیار این نوع دستگاه‌ها ۲۴٫۳۶٫۴۰٫۴۲ ردیفه می‌باشد که با آن می‌توان تعداد تقسیمات بخش پذیر براین اعداد را ایجاد کرد تعداد شیارهای موجود پیرامون صفحات در اصل تقسیم زاویه ۳۶۰ درجه به تعداد ذکر شده می‌باشد.

## دستگاه تقسیم غیر مستقیم
از این دستگاه زمانی استقاده می‌شود که شرایط تقسیم محیط به گونه‌ای باشد که با روش مستقیم نمی‌توان محیطی را انجام داد.

## مکانیزمدستگاه غیر مستقیم
این دستگاه با مکانیزمی که دارد امکان تقسیمات دقیق‌تری را فراهم می‌کند مکانیزم موجود صفحات سوراخداری بر روی دستگاه نصب شده‌است وبا چرخش یک دور،قطعه کار به اندازه کمتر از یک دور حرکت می‌کند.

## ویژگی‌های دستگاه
انحراف بدنه و زاویه گرفتن نسبت به افق
مکانیزم بکار رفته در آن که از سیستم چرخ حلزون و پیچ حلزون استفاده شده که تقسیمات جزئی‌تری را فراهم می‌کند.

## آشنایی با قسمت‌های مختلف دستگاه
این دستگاه از دو قسمت اصلی تشکیل شده‌است که عبارتند از پایه دستگاه و واحد تقسیم کننده.قطعه کار ممکن است بین دو مرغک به‌وسیلهٔ سه نظام  ویا با کلت بر روی دستگاه تقسیم سوار می‌شود.

## مکانیزم چرخ حلزون پیچ حلزون
این مکانیزم امکان تقسیمات جزئی رافراهم کرده‌است نسبت انتقال بین چرخ حلزون وپیچ حلزون۴۰:۱ و۶۰:۱ می‌باشد که نسبت ۴۰:۱ عمومیت بیشتری دارد در این نسبت به ازای ۴۰ دور بر دقیقه چرخش دسته متصل به پیچ حلزون قطعه متصل به محور چرخ حلزون یک دور کامل می‌زند.
استفاده از صفحات سوراخ دار بروی محور پیچ حلزون امکان تقسیم یک دورگردش محور پیچ را به جزئیات بیشتر فراهم کرده‌است.

## صفحات سوراخ دار
صفحات فلز هستند که برروی آن‌ها به صورت دایره متحدالمرکز سوراخ‌هایی ایجاد شده‌است وقطر سوراخ‌ها یکی و تعداد آن‌ها برروی دایره متفاوت است.
تعداد سوراخ موجود برروی هر دایره حک شده‌است تعداد صفحات سوراخدار وهمچنین تعداد سوراخ‌های موجود روی آن متفاوت بوده و از طرف شرکت سازنده تعیین می‌گردد.

## متعلقات دستگاه
از جمله تجهیزاتی که روی دستگاه وجود دارد عبارتند از، قیچی، واشرنگهدارندهٔ قیچی، دسته تقسیم، مهره و واشر .

## قیچی
قیچی یا پرگار وسیله ای است برای مشخص کردن فاصله سوراخ‌های باقی مانده از کسر به این معنی که هریک از پایه‌های فیچی رادر دو طرف سوراخ‌ها قرار داده و این فاصله را به صورت مشخص حفظ می‌کنیم و برای تقسیمات بعدی از این فاصله بهره می‌گیریم.

## دسته تقسیم
دارای فنر است که همواره نوک دسته را به سمت صفحه سوراخدار بفشارید. جهت تغییر یا چرخش دسته بایستی نوک دسته رااز سوراخ بیرون آورده و عمل چرخش را انجام داد.
اصول تعویض صفحات سوراخدار:
- باتوجه به محاسبات از قبل انجام شده صفحه سوراخدارا انتخاب می‌کنیم.
- صفحه تقسیم (سوراخدار) را روی بوش محور  چرخ حلزون سوار می‌کنیم و به وسیله پیچ های مربوط آن را می‌بندیم.
- قیچی یا پرگاررا برروی بوش محور پیچ حلزون قرار می‌دهیم.
- دهانه قیچی را با شل کردن پیچ آن به اندازه فاصله سوراخ‌های باقی مانده که ازهم باز می‌کنیم وپس از تنظیم این فاصله پیچ قیچی را می‌بندیم.
- واشر محکم کننده را برروی محور پیچ حلزون درمحور پیچ جا می‌زنیم.
- دسته دستگاه تقسیم را می‌بندیم و مهره آن را هم می‌بندیم.
- دنباله نوک موشک را در سوراخ صفحه سوراخ دار قرار می‌دهیم.[۳]

## نحوه کار
1. انجام محاسبات
2. قطعه بین سه نظام یا بین دو مرغک بسته می‌شود
3. محور را چرخانده تا ضامن درون شیار قرار گیرد تا لقی محور دستگاه گرفته شود.
4. سطح اول را تراش می‌خورد
5. ضامن را از شیار خارج کرده و دسته را به اندازه محاسبات انجام شده چرخوانده می‌شود و درون شیار دوباره قرار می‌گیرد.
6. سطح بعدی عمل تراش بر روی آن صورت می‌گیرد و دوباره چرخش دسته را انجام داده می‌شود - چرخاندن دسته به جهتی است که لقی گرفته می‌شود و طبق محاسبات انجام شده از قبل کل سطح چند ضلعی را ایجاد می‌گردد.

## صفحه تقسیم
تایکوپ‌های نیمه اونیورسالBS_1 باارتفاع مرکزی ۱۲۸ از نوک مرغک تا کف میز فرز کونیک مرکزی مورس۳ که قابلیت نصب سه نظام 160mm را دارد.
نسبت گردش صفحه تایکوپ به دنده ۴۰:۱ می‌باشد ینی به ازای ۴۰ دور گردش صفحه دنده دستگاه یک دور کامل می‌گردد.
خود صفحه تایکوپ قابلیت گردش از زوایه ۰ تا ۹۰درجه را دارد و حاوی لوازم استاندارد شامل ۲ عدد صفحه سوراخدار و یک مرغک قابل تنظیم می‌باشد.

## ساخت چرخدنده
باتوجه به فرمولها و محاسبات انجام شده، باچرخاندن صفحه تقسیم دستگاه تقسیم ضامن را درون سوراخ گذاشته و دستگاه فرز را راه اندازی کرده و مجدد طبق محاسبات، سوپرت دستگاه فرز (کله گی) دستگاه فرز را طبق محاسبه به‌دست آمده «سرعت دورانی))چپ گرد و راست گرد آن را مشخص کرده و همین‌طور سوپرت میز دستگاه فرز را طبق محاسبه انجام می‌دهیم و قطعه کار با تیغه فرز درگیر می‌شود وعملیات ((براده برداری» و در نهایت چرخ دنده ای با کیفیت خود را ساخته‌ایم.